# Rodney A. Grant
Rodney Arnold Grant (Macy, 9 marzo 1959) è un attore statunitense È un nativo americano, appartenente alla tribù degli Omaha.

## Biografia
È un membro della tribù Omaha del Nebraska. È stato molto attivo nelle attività giovanili e ha fatto parte del comitato consultivo dei nativi americani per i Boys and Girls Clubs of America.
Noto per la sua interpretazione in Balla coi lupi, è apparso anche in film come Fantasmi da Marte, Wild Wild West, Geronimo, L'ululato del lupo bianco, Wagons East!, L'ora della violenza, War Party e Powwow Highway. È apparso anche in televisione interpretando Chingachgook nella serie televisiva Hawkeye e ha avuto anche ruoli da guest star in Due South - Due poliziotti a Chicago, Two e Stargate SG-1. Ha anche interpretato il guerriero Cavallo Pazzo nel film televisivo del 1991 Son of the Morning Star.

## Filmografia parziale

### Cinema
- Balla coi lupi (Dances with Wolves)
- The Doors, regia di Oliver Stone (1991)
- Geronimo (Geronimo: An American Legend), regia di Walter Hill (1993)
- F.T.W. - Fuck The World, regia di Michael Karbelnikoff (1994)
- Wagons East!, regia di Peter Markle (1994)
- L'ora della violenza (The Substitute), regia di Robert Mandel (1996)
- Wild Wild West, regia di Barry Sonnenfeld (1999)
- Fantasmi da Marte (Ghosts of Mars), regia di John Carpenter (2001)
- Non bussare alla mia porta (Don't Come Knocking), regia di Wim Wenders (2005)
- Dark Blood, regia di George Sluizer (2012)

### Televisione
- Hawkeye – serie TV, 22 episodi (1994-1995)
- Legend – serie TV, un episodio (1995)
- Due South - Due poliziotti a Chicago (Due South) – serie TV, un episodio (1996)
- Stolen Women: Captured Hearts, regia di Jerry London – film TV (1997)
- Stargate SG-1 – serie TV, un episodio (1998)
- Il prezzo della giustizia (The Jack Bull), regia di John Badham – film TV (1999)
- L'ululato del lupo bianco (White Wolf III: Cry of The White Wolf), regia di Victoria Muspratt – film TV (2000)

## Doppiatori italiani
Nelle versioni in italiano delle opere in cui ha recitato, Rodney A. Grant è stato doppiato da:
- Francesco Pannofino in F.T.W. - Fuck The World, Stargate SG-1
- Vittorio De Angelis in Balla coi lupi
- Stefano Mondini in Geronimo
- Paolo Buglioni in L'ora della violenza